# Фенгел
Във фантастичната Средна земя на фентъзи-писателя Джон Роналд Руел Толкин Фенгел (на английски: Fengel) е петнадесетия по ред крал на Рохан.
Фенгел е третият син на Фолквине, но той единствен оцелява и затова той наследява трона на Рохан. Той става крал на Рохан след смъртта на своя баща през 2903 г. от Третата епоха на Средната земя. Двамата по-големи братя на Фенгел - Фолкред и Фастред биват убити, докато защитават Гондор, което принуждава Фенгел да порасне по-бързо, за да се справи със задълженията на наследник на трона. Като възрастен Фенгел става известен със своята алчност и с любовта си към златото.
Неговият син Тенгел напуска Рохан, заради разногласия със своя баща. Той отива в Гондор, където живее заедно със семейството на майка си.
Фенгел умира след около 40 години управление през 2953 г. Т.Е. и синът му Тенгел неохотно се връща и става крал на Рохан.